# خمارتاج (مقاطعة إسلام آباد غرب)
خمارتاج (بالفارسية: خمارتاج) هي قرية تقع في كرمانشاه في إيران. يقدر عدد سكانها بـ 155 نسمة بحسب إحصاء 2016.